# جراحة طفيفة التوغل
إجراءات طفيفة التوغل (وأيضاً تعرف بالجراحة طفيفة التوغل) حيث تم تمكينها من قبل تكنولوجيات طبية متطورة مختلفة. الجراحة كتعريف هي غزو الأنسجة السليمة، العديد من العمليات تتطلب شق في بعض الحجوم، ويشار إلى ذلك بالجراحة المفتوحة. إن عمل شق يمكن أن يترك أحيانا جروح كبيرة التي هي في طبيعة الحال مؤلمة أيضا والتي تستغرق وقتا طويلا حتى تلتئم. تشير الجراحة طفيفة التوغل إلى تقنيات جراحية تحد من حجم الشقوق المطلوبة وذلك يقلل من وقت التئام الجروح، الآلام المصاحبة وخطر العدوى. إن إصلاح تمدد الأوعية الدموية يعتبر مثال على الجراحة طفيفة التوغل حيث تعتبر اقل توغلاً وتنطوي على شقوق اصغر بكثير مقارنةً مع إجراءات الجراحة المفتوحة في جراحة الشريان الأبهر المفتوحة. وأصبحت الجراحة طفيفة التوغل الأسلوب الأكثر شيوعاً في إصلاح تمدد الشريان الابهر البطني في عام 2003م في الولايات المتحدة الأمريكية.
إن تقنيات التشخيص التي لا تنطوي على ثقوب الجلد أو شق، أو إدخالها في الجسم باستخدام الأجسام أو المواد الغريبة تُعرف في الإجراءات غير التوغلية.
وهناك أيضا العديد من العمليات الجراحية التي تصنف في عداد الإجراءات غير التوغلية. والمثال الرئيسي لعملية جراحية غير توغلية هي الجراحة الإشعاعية. [الاقتباس الطبي اللازم]

## الاستخدامات الطبية
إن الإجراءات طفيفة التوغل تشمل بالعادة استخدام التنظير المفصلي (للمفاصل والعمود الفقري) أو جهاز منظار البطن والتحكم عن بعد باستخدام آلات محددة مع المراقبة غير المباشرة في مجال العملية عن طريق المنظار الداخلي أو على نطاق كبير من خلال شاشة العرض، ويتم ذلك من خلال الجلد أو من خلال تجويف الجسم أو الفُتح التشريحية. كما انه تُقدم الأشعة التداخلية العديد من التقنيات التي تجنب الحاجة لإجراء عملية جراحية.

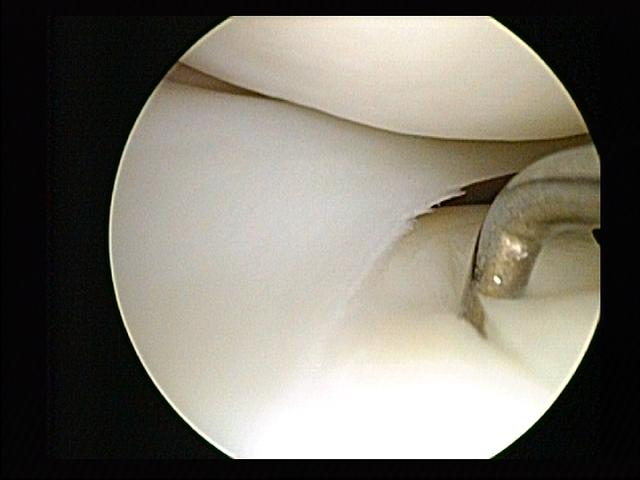
جراحة التنظير المفصلي

عن طريق استخدام الإجراءات طفيفة التوغل، المريض قد يتطلب ضمادة على الجرح فقط، بدلاً من غرز متعددة أو دبابيس لإغلاق شق كبير. وينتج عن ذلك بالعادة عدوى أقل، وقت شفاء أسرع ومكوث في المستشفى لفترات أقصر، أو السماح بالعلاج في العيادات الخارجية دون الحاجة للإدخال في المستشفى. [4] ومع ذلك، فلا بد من إثبات سلامة وفعالية كل إجراء من خلال تجارب عشوائية محكومة. وقد تم صياغة هذا المصطلح من قبل جون ويكهام في عام 1984م، الذي كتب عنه في المجلة الطبية البريطانية في عام 1987م. [5] إن الإجراءات طفيفة التوغل تختلف عن الإجراءات غير التوغلية، مثل التصوير الخارجي بدلاً من الجراحة الاستكشافية. فعندما يكون نسبة الضرر في الأنسجة البيولوجية ضئيل عند مدخل الأداة المستخدمة، فهذا الإجراء يسمى بطفيف التوغل.

## إجراءات محددة
هناك العديد من الإجراءات الطبية التي تندرج تحت مسمى طفيفة التوغل; تلك التي تنطوي على شقوق صغيرة والتي يدخل من خلالها المنظار الداخلي، حيث انه يميزها لاحقة في نهاية الكلمة وهي «- سكوب»، مثال على ذلك الإندوسكوب أو (التنظير الداخلي)، اللابروسكوب أو (التنظير البطني)، الأرثروسكوب أو (التنظير المفصلي). ومن الأمثلة الأخرى على إجراءات طفيفة التوغل هي استخدام حقن تحت الجلد، حقن ضغط الهواء، الزراعة تحت الجلد، الجراحة الانكسارية، الجراحة عن طريق الجلد، الابتراد الهوائي، الجراحة الميكروسكوبية، جراحة ثقب المفتاح، جراحة الأوعية الدموية باستخدام الأشعة التداخلية (مثل تقنية رأب الوعاء)، القسطرة التاجية، أقطاب دائمة التنسيب في العمود الفقري والدماغ، الجراحة التجسيمية، إجراء نوس، أساليب التصوير الطبي القائم على النشاط الإشعاعي، مثل كاميرا غاما، التصوير المقطعي بالإصدار البوزيتروني والتصوير الطبي باستخدام أشعة غاما. أما الإجراءات المتعلقة فهي الجراحة بالصور الموجهة، والجراحة الروبوتية  وأنواع أخرى من التصوير الإشعاعي. [بحاجة الاقتباس]

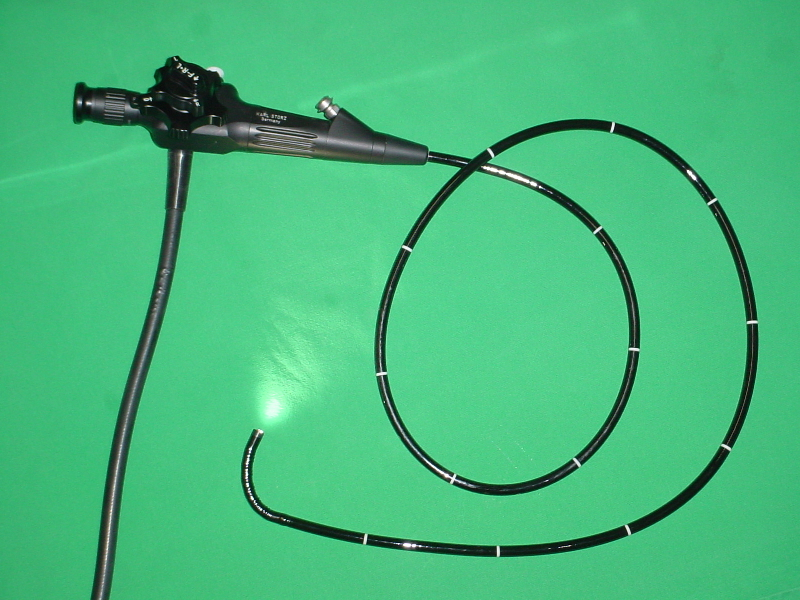
منظار مرن

## الفوائد
إن الإجراءات طفيفة التوغل تمتاز بكون نسبة تعرض المريض للجروح والمضاعفات والأعراض السلبية قليلة مقارنةً مع الجراحة المفتوحة. وقد تكون هذه الإجراءات في بعض الأحيان مكلفة أو قد تساهم في التقليل من التكلفة فمثلاً (في زراعة الأسنان، الإجراءات طفيفة التوغل تقلل من تكلفة تثبيت الزراعة وتُقصر من وقت إعادة التأهيل من 4- 6 أشهر. أما فيما يخص وقت العملية فأنه أطول، بينما وقت المكوث في المستشفى يكون أقصر. تسبب الم وتندب اقل، سرعة في الشفاء، تقلل من حدوث مضاعفات ما بعد الجراحة، مثل الالتصاقات. بعض الدراسات قارنت جراحة القلب. ومع ذلك فأن الإجراءات طفيفة التوغل ليس بالضرورة أن تكون عملية جراحية بسيطة تتطلب تخدير موضعي. في الواقع، معظم هذه الإجراءات ما زالت تتطلب تخدير عام يعطى مسبقاً.

## المخاطر
المخاطر والمضاعفات للإجراءات قليلة التوغل هي بالواقع مشابهة لأي عملية جراحية وتشمل: [بحاجة الاقتباس]
- تفاعلات التخدير والأدوية
- النزيف
- العدوى
- التصاقات [7]
- أذى في الأعضاء الداخلية
- أذى في الأوعية الدموية
- تخثر الدم في الوريد أو الرئة
- مشاكل في التنفس
- الوفاة[8]

قد يكون هناك خطر متزايد بانخفاض حرارة الجسم وأذى بالصفاق نتيجة لزيادة التعرض للبرد، والغازات الجافة خلال عملية النفخ. وإن استخدام العلاج الترطيبي الجراحي، حيث يُستخدم ثاني اوكسيد الكربون الساخن والمُرطب للنفخ، قد يقلل من هذا الخطر.

### المعدات
هنالك العديد من المعدات الطبية الخاصة التي يمكن استخدامها، مثل كيبلات الألياف الضوئية، كاميرات فيديو مصغرة ومعدات جراحية خاصة يتم التعامل معها عبر أنابيب يتم إدراجها في الجسم من خلال فتح صغيرة من سطحه. ويتم نقل صورة من داخل الجسم إلى كاميرات مراقبة خارجية حيث يملك الجراح إمكانية تحديد التشخيص، يمكن تحديد الخصائص الداخلية بصرياً والتعامل جراحياً معها. [بحاجة الاقتباس]
 

## إجراءات توغلية
إن استخدام الإجراءات غير التوغلية في بعض الأحيان لا يكون الخيار المناسب، لذلك ننظر بعين الاعتبار للخيار التالي باستخدام إجراءات طفيفة التوغل. ويشمل ذلك استخدام حقن تحت الجلد (باستخدام حقنة)، التنظير الداخلي، الجراحة عن طريق الجلد التي تنطوي على ثقب إبرة في الجلد، جراحة التنظير البطني التي يطلق عليها جراحة ثقب المفتاح، قسطرة الشريان التاجي، تقنية رأب الوعاء والجراحة التجسيمية. [بحاجة الاقتباس]

### الجراحة المفتوحة
«الجراحة المفتوحة» هي أي إجراء جراحي، حيث يكون الشق كافي للسماح للجراح بأن يقوم بعمله بكل أريحية. حيث الأنسجة والأعضاء معرضة للهواء، ويمكن تنفيذ هذا الإجراء إما عن طريق العين المجردة للجراح أو باستخدام الميكروسكوب (المجهر) أو العدسة المكبرة. ومن الأمثلة على الجراحة المفتوحة، الانزلاق الغضروفي والتي يطلق عليها قرص منزلق (أو دِيسْك)، جراحة القلب وجراحة الدماغ والأعصاب. [الاقتباس الطبي اللازم] في هذه التقنية تسارعت فيها عملية التئام الجرح ما عدا الجروح الكبيرة وأيضاً الآلام المصاحبة يكون طفيف مقارنةً مع الجروح الكبيرة، بالإضافة إلى ذلك هنالك العديد من الأساليب الدقيقة المُستخدمة، أي ان نسبة الضرر للأنسجة السليمة المحيطة قلت إلى حد كبير. [بحاجة الاقتباس]

## الإجراءات غير التوغلية
الإجراءات الطبية يصطلح عليها بغير توغلية عندما لا يتم إحداث أي ضرر أو تحطيم للجلد وليس هناك أي اتصال مباشر مع الغشاء المخاطي أو تجويف الجسم الداخلي بعيداً كل البعد عن فُتح الجسم الطبيعية أو الصناعية. فمثلاً، الجس العميق والقرع في الفحص الجسمي يعتبران إجراء غير توغلي بينما فحص المستقيم (الشرج) يعتبر توغلي. وكذلك تماماً في فحص طبلة الأذن أو داخل الأنف أو تضميد الجرح تقع جميعها خارج نطاق مصطلح إجراءات غير توغلية. إن هنالك العديد من الإجراءات غير التوغلية، بدءاً من الملاحظة البسيطة إلى أشكال متخصصة في الجراحة. مثل الجراحة الإشعاعية. [الاقتباس الطبي اللازم]
تفتييت الحصى بموجات ونبضات صوتية صادمة من خارج الجسم تعتبر علاج غير توغلي للحصى الموجودة في الكلية، المرارة أو الكبد. لعديد من القرون، استخدم العديد من الأطباء أساليب بسيطة غير توغلية على أساس المعايير البدنية من أجل تقييم وظيفة الجسم في الصحة والمرض (الفحص البدني والمعاينة)، مثل قياس النبض، وسماع أصوات القلب والرئة (باستخدام سماعة الطبيب)، وفحص درجة الحرارة (باستخدام موازين الحرارة)، الفحص التنفسي، فحص الأوعية الدموية الطرفية، الفحص الفموي، فحص البطن، القرع الخارجي والجس، وقياس ضغط الدم (باستخدام مقياس ضغط الدم)، قياس التغير في حجم الجسم (باستخدام مخطاط التحجم)، قياس السمع وفحص العين وغيرها الكثير[بحاجة الاقتباس].

### الصور التشخيصية
- تصوير بالتَلألؤ البيولوجي
- المنظار الجلدي
- التصوير المقطعي البصري المنتشر
- كاميرا غاما
- التصوير المقطعي المحوسب
- تصوير الجسم بالأشعة تحت الحمراء
- الرنين المغناطيسي للتصوير المرن
- تصوير بالرنين المغناطيسي، باستخدام مجال مغناطيسي خارجي
- مطيافية الرنين المغناطيسي
- التصوير المقطعي التماسكي البصري
- التصوير الموضعي
- التصوير الإشعاعي، الكشف الفلوري والتصوير المقطعي
- الموجات فوق الصوتية وتخطيط صدى القلب

### المؤشرات التشخيصية
- تخطيط كهربائية القلب (EKG)
- تخطيط أمواج الدماغ (EEG)
- تخطيط كهربائية العضلات (EMG)
- تخطيط التحجم (PPG)
- التصوير المقطعي للمقاومة الكهربائية (EIT)
- تخطيط كهربائية الأعصاب (ENoG)
- تخطيط كهربائية الشبكية (ERG)
- تخطيط كهربائية الرأرأة (ENG)
- الدماغ المغناطيسي (MEG)
- تسجيل الجهد الكهربائي من الجهاز العصبي
- تخطيط الامتلاء الدموي بالمعاوقة
- التحليل الطيفي بالرنين المغناطيسي النووي

### العلاج
من ناحية العلاج فهي تشمل العلاج الإشعاعي، المعالجة الإشعاعية الداخلية، تفتيت الحصى، الصدمات الكهربائية، الارتجاع البيولوجي، الضغط التنفسي الإيجابي، الضغط التنفسي الإيجابي ثنائي المستوى، Neurally Adjusted Ventilatory Assist، درع التهوية ثنائي الطور، العلاج بالأمواج فوق الصوتية. [بحاجة الاقتباس].